# Prince-prévôt

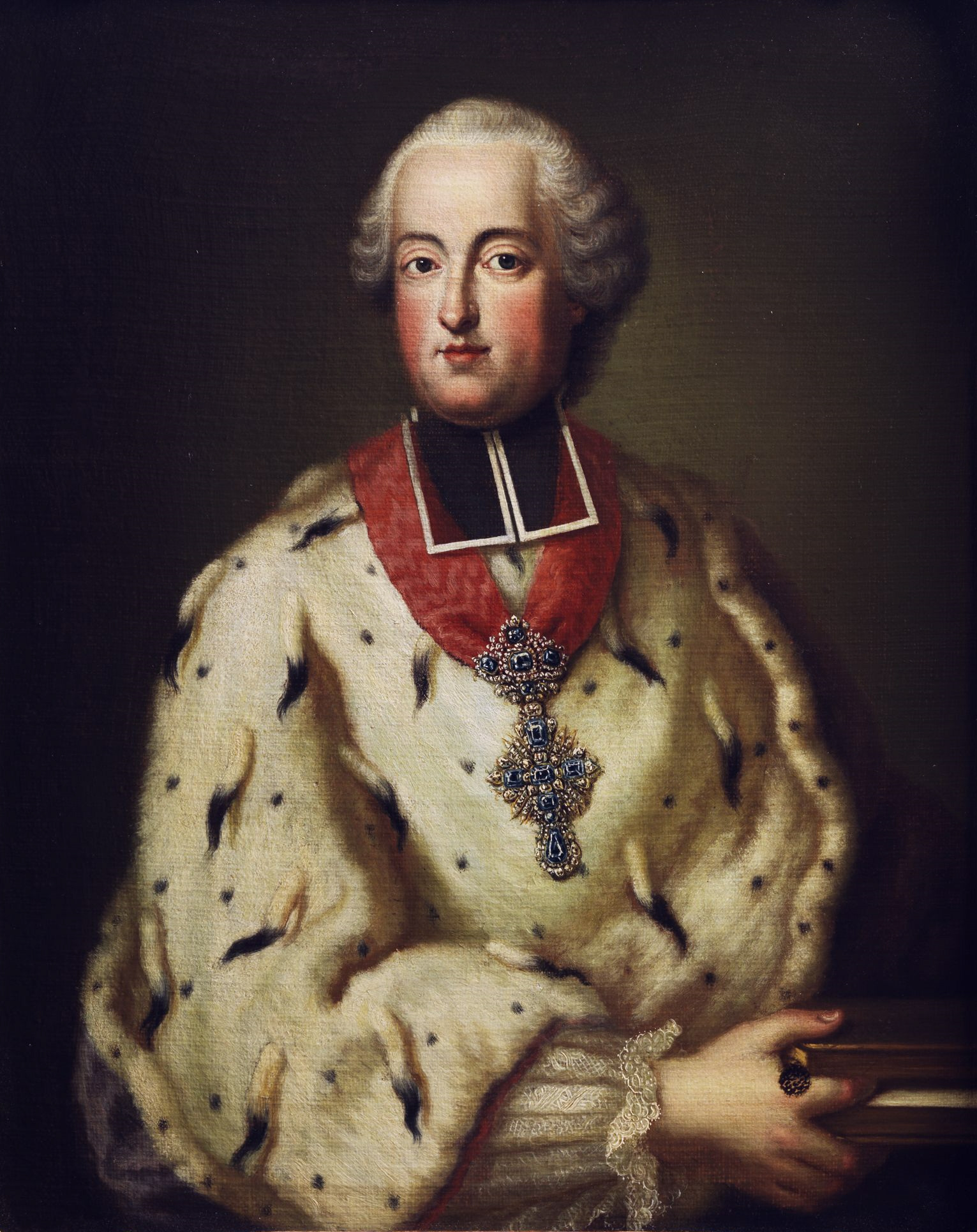
Clément Wenceslas de Saxe, dernier prince-prévôt d'Ellwangen de 1787 à 1803.

Prince-prévôt (en allemand : Fürstpropst) est le titre que portaient les prévôts des collégiales du Saint-Empire romain ayant le rang de prince d'Empire, c'est-à-dire le droit de siéger à la diète d'Empire. En plus d'exercer le pouvoir spirituel, ils régnaient sur un domaine temporel jouissant de l'immédiateté impériale. En tant que membres des États impériaux, les pouvoirs qu'ils exerçaient étaient équivalents à ceux des princes laïcs.
Le chapitre de chanoines, dont le prince-prévôt était le prévôt, était dit chapitre princier.
Les princes-prévôts étaient : 
- le prévôt d'Ellwangen, c'est-à-dire le prévôt du chapitre de chanoines séculiers de l'ancienne abbaye impériale Saint-Vit d'Ellwangen devenant collégiale en 1460 (Cercle de Souabe) ;
- le prévôt de Berchtesgaden, c'est-à-dire le prévôt des chanoines réguliers de saint Augustin de Berchtesgaden, élevé au rang de prince en 1559 (Cercle de Bavière) ;
- le prévôt de Wissembourg, c'est-à-dire le prévôt du chapitre de chanoines séculiers de l'ancienne abbaye Saint-Pierre-et-Saint-Paul de Wissembourg devenant collégiale en 1524, régné en union personnelle par l'évêque de Spire de 1546 jusqu'en 1789 (Cercle du Haut-Rhin).

La quasi-totalité des princes ecclésiastiques furent sécularisés lors de la sécularisation et la médiatisation par le recès d'Empire en 1802–1803.